# Jasmin Bašić
Pour les articles homonymes, voir Bašić.
Jasmin Bašić (Bassich) – est un ténor et auteur bosniaque. Il est né à Sarajevo (Yougoslavie) le 7 décembre 1971.

## Formation
Il termine ses études en 2003 puis obtient une maîtrise en musique (performance vocale et pédagogie) auprès de l'Université de Sarajevo en 2006, avec la célèbre soprano Radmila Bakocevic (Belgrade).
Jusqu'en 2009, il se spécialise avec  la Wiener Staatsoper Kammersängerin Olivera Miljaković à Vienne (Autriche).
Il travaille à Sarajevo au Théâtre National en tant que soliste de l'opéra, et est reconnu comme pédagogue vocal. 
Par ailleurs, il a également donné des concerts en solo, et a collaboré avec l'Orchestre philharmonique de Sarajevo et l'orchestre Pons Artis de Vienne. 2016. aussi la saison d'opéra du jubilé, il était directeur artistique de l'opéra à Sarajevo.

## Rôles d'opéra et d'opérette
Il a joué beaucoup de rôles dans divers opéras et d'opérettes. Parmi les apparitions sur scène les plus importants sont les suivants: 
- Nabucco (Verdi) - Ismaël,
- Eugène Onéguine (Tchaikowsky) - Lenski,
- Orphée aux Enfers (Offenbach) - Jupiter,
- La Flûte enchantée (Mozart) - Monostatos,
- Don Giovanni (Mozart) - Don Ottavio,
- Les Noces de Figaro (Mozart) - Basilio,
- Bastien et Bastienne (Mozart) - Bastien,
- La Chauve-souris (Strauss) - Alfred,
- Le convenienze teatrali (Donizetti) - Stefano,
- Princesse Czardas (Kalman) - Comte Boni Kanscianu,
- La Veuve joyeuse (Lehar) - L'ambassadeur Zeta,
- Hasanaginica (Horozić) - Juge d'Imotski,
- NIkola Šubić Zrinski (Zajc) – Le Grand Vizir,
- Safikada (Insanić) - Asker,
- Carmen (Bizet) - Remendado,
- La petite maison du hérisson (Vauda) – Loup (opéra pour enfants),
- Aska et le loup (Horozić) – Docteur Ovnovic (opéra pour enfants),
- La Traviata (Verdi) - Gaston de Letoriéres,
- Rigoletto (Verdi) - Borsa

## Musical
- Cabaret 2014. (John Kander / Fred Ebb). Adaptation de la comédie musicale "Cabaret" (1972) réalisé par Bob Fosse. - Le maître de cérémonie
- Annie (comédie musicale) (Strouse/Charnin/Meehan) - Oliver Warbucks

## Répertoire de concert
- L. van Beethoven - Fantaisie en ut mineur (piano solo: Mo. Jörg Demus),
- J. Slavenski – Simphonie Oriental,
- A. Pavlic - Missa bosniensis.

## Enregistrements
CD (enregistrement live) 
- Te Deum Bosniaque - oratorio (M. Katavić)

19 décembre 1999 (ténor solo)
(Avec la collaboration du service inter-religieux "Yeux contre yeux" et du chœur Pontanima.

## Intérêts
Cabaret, comédie musicale, Chanson française, musique traditionnelle - Sevdalinka
Depuis 1994 à ce jour, a tenu un certain nombre de récitals et concerts de musique spirituelle en Autriche, en Croatie, en Italie et en Bosnie.